# Le Rouget-Pers
Le Rouget-Pers község Franciaország Auvergne-Rhône-Alpes régiójában, Cantal megyében. Új községként 2016. január 1-jén jött létre Le Rouget és Pers községek egyesítésével, melyek delegált község státusszal az új község részei lettek. Lakosainak száma 1288 fő (2022. január 1.).

## Népesség
| Lakosok száma | 1258 | 1250 | 1237 | 1233 | 1268 | 1278 | 1288 |
|               | 2016 | 2017 | 2018 | 2019 | 2020 | 2021 | 2022 |